# 玉野市立玉野商工高等学校
玉野市立玉野商工高等学校（たまのしりつ たまのしょうこうこうとうがっこう）は、岡山県玉野市にある市立の高等学校。｢玉野商工｣の通称で呼ばれている。
商業の神様であるヘルメス神をシンボルとし、校内にはヘルメス像が設置されており、校歌の歌詞にも記されている。

## 概要
古くから造船で栄えてきた玉野市を代表する商業高校として1957年に開校。
また玉野市が海を隔てて香川県に接していることから学区は岡山県内全域に留まらず香川県直島町に及ぶ。
校訓
「誇り・ゆとり・粘り」
設置課程・学科
全日制課程2学科
- ビジネス情報科

その名の通り情報活用や会計処理、マーケティングにグローバル経済など、ビジネスの基礎から応用まで学習し、就職率100％や国公立大学や私立大学など幅広い進学を目指す。
- 機械科

2018年に設置された。
造船の町という特色を活かし、新設に合わせて整備された三井造船の企業構内の実習施設で技術者・技能者から直接指導を受けることができ、度々三井造船や造船関連企業での企業見学も行われ、技能士や危険物取扱者等の国家資格が取得でき、卒業後のエンジニアやマイスターとしての活躍を目指す。

## 沿革
- 1957年（昭和32年）４月４日 - 岡山県玉野市立商業高等学校（全日制）として設立認可。
- 1957年（昭和32年）4月20日 - 開校式。
- 1957年（昭和32年）4月26日 - 玉野市立備南高等学校校舎借用授業開始。
- 1959年（昭和34年）3月26日 - 新校舎移転。
- 1959年（昭和34年）4月1日 - 岡山県玉野市立玉野商業高等学校と改称。
- 1960年（昭和35年）3月5日 - 国旗,校歌制定記念式。
- 1962年（昭和37年）10月16日 - ヘルメス像完成,校門・校塀・国旗掲揚塔完成。
- 1963年（昭和38年）4月1日 - 商業経営科設置。
- 1965年（昭和40年）7月5日 - 玉野市立玉野商業高等学校と改称。
- 1967年（昭和42年）10月20日 - 設立10周年記念式。
- 1973年（昭和48年）4月1日 - 商業経営科廃止。
- 1977年（昭和52年）11月2日 - 設立20周年記念式。
- 1987年（昭和62年）10月27日 - 設立30周年記念式。
- 1995年（平成7年）4月１日 - 情報ビジネス科設置。
- 1996年（平成8年）2月１日 -  旧西門が正式校門として完成。
- 1998年（平成10年）10月１日 -  新校舎完成。
- 1998年（平成10年）10月28日 -  設立40周年記念式。
- 2007年（平成19年）5月17日 - 文部科学省が「目指せスペシャリスト（スーパー専門高校）」事業研究指定校に指定。
- 2007年（平成19年）4月１日 -  ビジネス情報科設置。
- 2007年（平成19年）10月3日 -  同窓会館完成。
- 2007年（平成19年）11月2日 -  設立50周年記念式。
- 2015年（平成27年）5月19日 - 第3棟新校舎完成。
- 2017年（平成29年）11月2日 -  設立60周年記念式。
- 2018年（平成30年）4月1日 - 機械科設置。
- 2018年（平成30年）4月1日 - 玉野市立玉野商工高等学校と改称[5][6]。
- 2023年 - 生徒全国募集開始。

## 学校行事
- 開校記念行事：4月20日の開校記念日に行われる。式典後、すき焼きパーティーが行われる。このパーティーは、1961年から毎年行われている。
- 雄心祭：例年10月に開催される学校祭。

## 部活動など

### 運動部
- バレーボール部
- バスケットボール部
- バドミントン部
- 卓球部
- 陸上競技部
- ソフトボール部
- サッカー部
- 硬式野球部
- ソフトテニス部
- 柔道部
- 弓道部

### 文化部
- 報道部
- 吹奏楽部
- 家庭科部
- 華道・茶道部
- ワープロ部
- 演劇部
- ダンス部
- 簿記部
- 書道部
- 美術部
- 情報処理部
- 珠算・電卓部
- 機械工作部

### 同好会
- ゴルフ同好会（平成20年度発足）[要出典]

## 所在地
- 岡山県玉野市玉6丁目1番1号

## 主な出身者
- 大賀昭司 - 大黒天物産株式会社 創業者 社長[7]
- 一条ゆかり - 漫画家
- 山﨑友輔 - プロ野球選手
- 三宅愛梨 - 女子競輪選手

## 著名な教職員・関係者
- 梶山和洋 - 教員、野球部コーチ